# Клоде, Антуан
Жан Франсуа Антуан Клоде (фр. Jean François Antoine Claudet, 12 августа 1797, Лион, Франция — 27 декабря 1867, Лондон, Великобритания) — пионер фотографии, один из первых коммерческих фотографов Великобритании.

## Биография
Родился в Лионе (по другим данным — в Château de Rosay) во Франции 12 августа 1797 года (по другим данным — в 1798 году). Антуан Франсуа Жан Клоде был вторым из шести детей в многодетной семье состоятельного буржуа. После смерти отца в 1807 году главой семьи стала мать, иногда получавшая помощь от родственников. Получил коммерческое и классическое образование. По просьбе своего дяди Клоде переехал в Париж в 1818 году, чтобы работать в его банке, но увлёкся производством стекла. После женитьбы на Жюли Бурделен (фр. Julie Bourdelain, она умерла в 1881 году, родила Клоде в браке минимум двух сыновей) стал работать помощником управляющего в мастерской Ponces Grimblot, расположенной на окраине Парижа (по другим данным — на стеклозаводе в Шуази-ле-Руа под Парижем).
Клоде переехал в Лондон в 1827 году (или в 1829). В 1829 году он открыл и возглавил здесь представительство своей французской фирмы (оно находилась в Холборне). В 1833 году Клоде изобрёл машину для резки стеклянных цилиндров. Её использование давало такой значительный коммерческий и художественный эффект, что в 1853 году принц Альберт вручил ему медаль Королевского общества искусств за это изобретение. В 1837 году он вступил в партнерство с неким Джорджем Хоутоном. Хотя он никогда не отказывался от французского гражданства, Лондон стал с этого времени его основным местом жительства на протяжении всей оставшейся жизни.
Клоде заинтересовался дагерротипом и отправился в Париж, чтобы изучать его у самого Луи-Жака Дагера. Хотя патент на дагерротип был приобретён французским правительством, чтобы сделать его свободным для использования, Дагер ещё до этого оформил патент на него в Великобритании. Клоде приобрёл только индивидуальную лицензию на коммерческое использование дагерротипа и затем сожалел, что не приобрёл патент. Он также купил ранние работы учеников Дагера и сразу же начал продавать их через свой магазин стекла в Лондоне. После возвращения в Англию Клоде пытался ускорить процесс создания дагерротипа, что привело к получению собственного патента на использование красного света. В июне 1841 года Клоде открыл студию Adelaide Gallery вблизи церкви Святого Мартина в Полях, который породила его профессиональное соперничество с Ричардом Бирдом (он создавал фотопортреты, используя американскую отражающую камеру). Когда Бирд приобрёл полный британский патент на дагерротип, то попытался отменить лицензию Клоде. Клоде в конечном итоге выиграл длительный судебный процесс против Бирда. Среди широкой публики студия Клоде была значительно более популярна, чем студия его соперника.

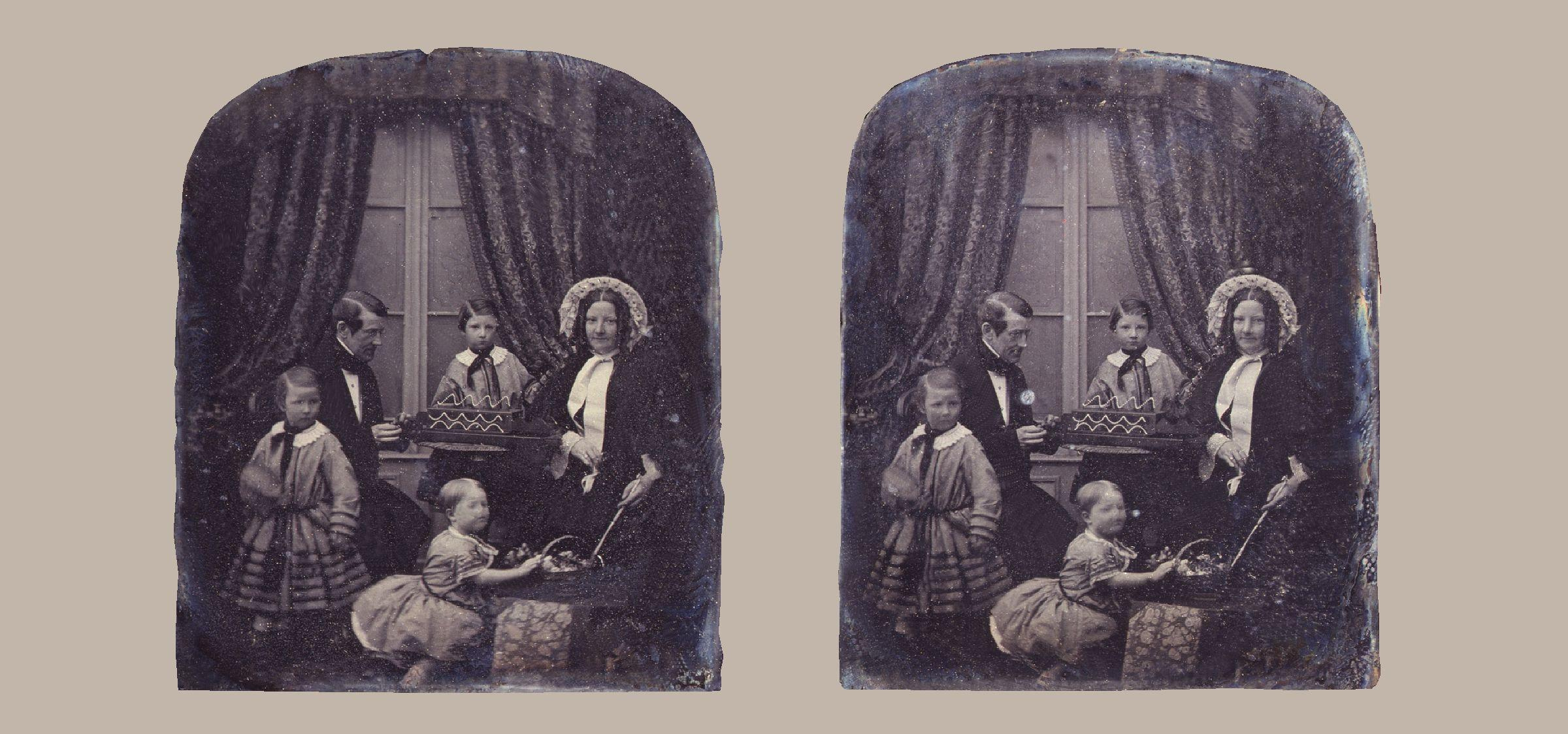
Антуан Клоде. Чарьз Уитстоун и его семья, стереодаггерротип, до 1867

В начале 1841 года он сообщил на заседаниях Королевского общества и Académie des Sciences, что сделал открытие: использование хлора и брома может ускорить процесс дагерротипии. Клоде без патентных ограничений сделал процесс свободно доступным для всех. Он запатентовал идею использования красного света в тёмной комнате и впервые использовал искусственный свет и расписанные художниками фоны-декорации во время съёмки. В 1842 году он впервые сделал стереодагерротипы для известного физика сэра Чарльза Уитстона. Его серия дагерротипов видов Лондона сверху стала основой для панорамы Лондона, созданной в начале 1843 года для The Illustrated London News.
На портретах натурщики Антуана Клоде выглядят более естественно по сравнению с моделями других дагерротипистов, работавших в середине XIX века. В 1842 году он увлёкся идеей стереоскопической фотографией, которая стала его основной заботой на протяжении следующего десятилетия. Клоде стал использовать процесс калотипии, разработанный Уильямом Генри Фоксом Тальботом, что позволило ему производить большее количество снимков на основе негативов. В этот период он также экспериментировал с мокрым коллодиевым процессом. Его ассистентом был известный голландский фотограф Николаас Хеннеман (нем. Nicolaas Henneman), который долгое время работал с Тальботом. Однако он был последним лондонским фотографом, который продолжал предлагать дагерротип-портреты.
Один из посетителей студии Клоде писал:

«Меня посадили… под яркими лучами солнца… Экспозиция длилась около минуты… Меня заставили смотреть, не моргая, пока из глаз не хлынули слезы. Портрет, конечно, был похож на карикатуру… Я заплатил гинею… Изображение быстро поблекло»— Андрей Высоков. 12 августа 1797 года родился знаменитый фотограф Жан Франсуа Антуан Клоде
В 1847 году Клоде создал студию в Колизее в Риджентс-парке. После весьма успешного показа его постановочных дагерротипов на выставке 1851 года, он создал «Храм фотографии» на Риджент-стрит 107 (здание построил архитектор Парламента Чарльз Берри, работавший в стиле викторианской эклектики, он был знаменит своим вкладом в развитие итальянской архитектуры в Великобритании, использованием палаццо эпохи Возрождения для проектирования загородных домов, городских усадеб и общественных зданий). Клоде первым приступил к созданию и изучению истории молодого искусства фотографии, создав работу «Прогресс фотографии» для Королевского общества искусств в 1847 году.
Королева Виктория, увидев фотографии Клоде в 1851 году, назначила его официальным королевским фотографом два года спустя. Также, в 1853 году, он был избран членом Королевского общества искусств и Лондонского королевского общества. Он регулярно участвовал в заседаниях Британской ассоциации по развитию науки. Он получил награды от королевы Виктории и Наполеона III за свои достижения в фотографии. Клоде принадлежит более 40 научных исследований в этой области. Он получил патент на складной карманный стереоскоп в марте 1853 года, а два года спустя им был получен другой патент на большой стереоскоп, рассчитанный на более чем 100 слайдов. Клоде приписывают решающую роль в создании идеи экрана для будущей проекции кинофильмов. Его сын Генри постепенно взял на себя бизнес отца, но Антуан Клоде по-прежнему активно экспериментировал и публиковал работы в области фотографии.
Получение тяжёлой травмы при высадке из омнибуса нанесло удар по его здоровью, вскоре после этого 27 декабря 1867 года он умер в своем доме на Глостер Роуд 21, Риджентс-парк, Лондон. Сын фотографа Генри Клоде начал собирать материалы для биографии отца. Они хранились в Храме фотографии Клоде. Менее чем через месяц после его смерти, 23 января 1868, Храм фотографии загорелся и здание было полностью разрушено, что стало невосполнимой потерей для историков ранней фотографии. Уничтожено было почти 20 000 гравюр, негативов и дагерротипов. Некоторые дагерротипы Клоде сохранились и экспонируются в музеях, включая Национальную галерею Шотландии и Музей Дж. Гетти. Национальная портретная галерея владеет более чем двадцатью его фотографий (из 42 сохранившихся и достоверно соотносимых с творчеством фотографа).

## Изображения шахматистов

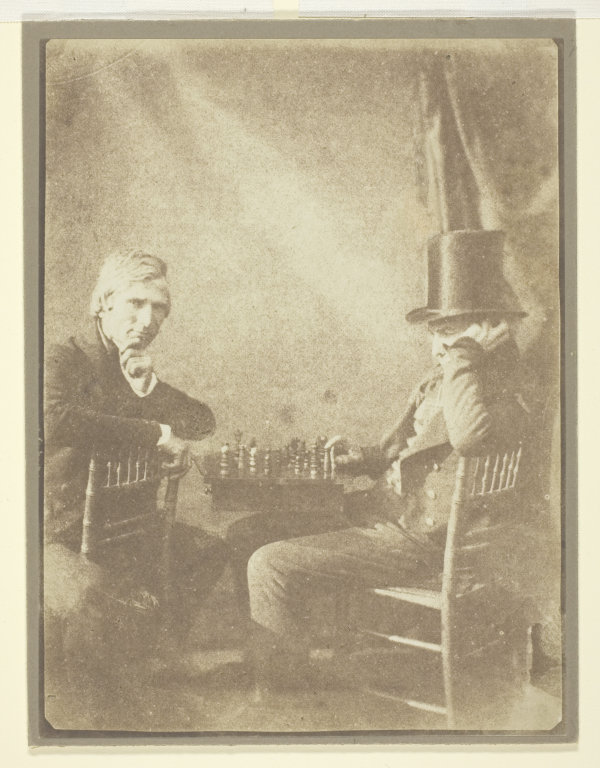
Антуан Клоде на фотографии за шахматной доской (слева), около 1847 г.

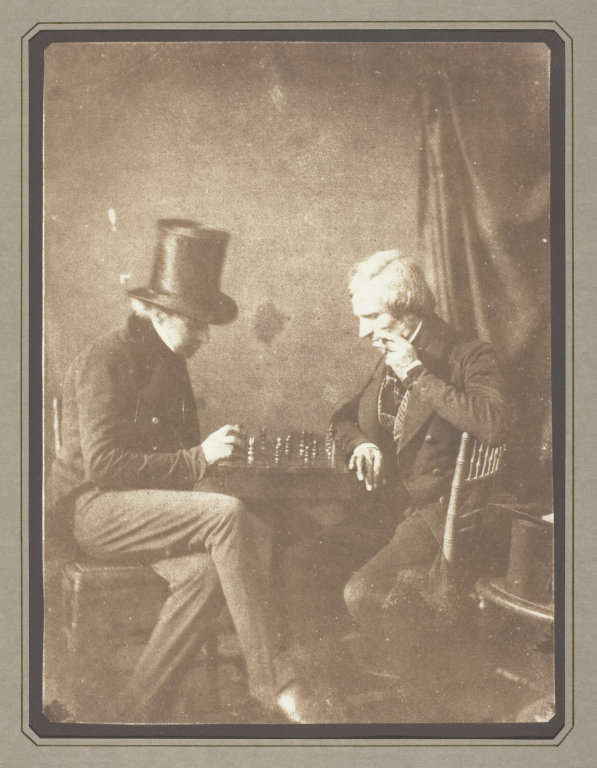
Антуан Клоде (?). Шахматисты, около 1847 г.

Известны десять или более фотографий играющих шахматистов, связанных с Антуаном Клоде, относящихся к 40-м годам XIX века, две наиболее известные из них входят в собрание музея Метрополитен. Обе фотографии сняты в одном и том же месте и в один день (партнёры на второй фотографии пересели, но позиция, которая стоит на доске, не изменилась). На части из них изображены фотограф Антуан Клоде и, возможно, помощник Тальбота и Клоде Хеннеман. Именно последний и опубликовал некоторые из этих фотографий впервые. Эта серия фотографий «Игроки в шахматы» приписывается современными историками искусства различным фотографам из круга друзей Тальбота. Среди наиболее достоверных атрибуций — сам Фокс Тальбот, Клоде и Николаас Хеннеман. Некоторые из фотографий содержат штампы или маркировки, которые свидетельствуют, что они были выставлены на продажу Хеннеманом по цене в три шиллинга в Лондоне между 1847 и 1851 годами. Ни один из этих негативов, насколько известно, не сохранился. Многочисленные отпечатки этих двух фотографий не содержат достоверную подпись автора.
В настоящее время научные сотрудники Метрополитен приписывают композицию двух фотографий из своего собрания именно Клоде, хотя и признают, что он сам позирует на фотографиях (оба раза он на фотографиях изображён без головного убора). Они не решаются утверждать, кто является его противником в шахматной партии, допускают, что автором мог быть и Хеннеман, хотя и с меньшей степенью вероятности. Возможно, противником Клоде в партии выступает преподобный Кальверт Ричард Джонс, сын уэльского землевладельца, математик, бывший художник-маринист, фотограф-дагерротипист, занимавшийся и калотипией.
Сайт Института искусств Чикаго приписывает эти фотографии Тальботу. Недавние исследования Шаафа утверждают, что изображения, возможно, были сделаны в студии Клоде, находились некоторое время в собственности Хеннемана, а затем были получены Тальботом от него в качестве оплаты в счёт некоего долга. Размер фотографий соответствует размеру, который Клоде использовал для своих калотипов. Его известные студийные портреты, однако, часто запечатлевают декорации и реквизит, а не простую ткань драпировки, как на портретах шахматистов. Шааф считает, что эти фотографии созданы не в студии Adelaide Gallery в Лондоне и не в студии по адресу 18 King William Street, которую Клоде открыл в 1843 году, а в студии в Колизее в Риджентс-парк, хотя исследователь допускает, что их автором мог быть и другой фотограф. На целом ряде фотографий запечатлён Николаас Хеннеман. Тем не менее, Шааф считает, что предполагаемым автором не мог быть Хеннеман, который был хорошо знаком с технической стороной фотографии, но не владел в достаточной мере её эстетикой.
Композиция фотографий предельно проста, освещение создаёт драматическую атмосферу, выражения лиц вполне достоверны, несмотря на постановочный характер. Присутствуют живые и подлинные портреты, сравнимые с лучшими спонтанными портретами Дэвида Октавиуса Хилла и Роберта Адамсона.
Каталог Raisonné трактует эти изображения как созданные фотографами круга Тальбота, относит к числу тех, которые традиционно связывались с его творчеством. Возможно, однако, что некоторые из этих фотографий были сделаны после смерти Тальбота в 1867 году (на это указывает весьма специфическая фотобумага), но прежде, чем мисс Тальбот сделала их достоянием широкой публики в 1930 году.
Тальбот играл в шахматы по переписке и неоднократно упоминал их в своих письмах, но ничто не связывает его именно с этими фотографиями. Наиболее ранние из них созданы в сентябре 1841 года (день был отрезан от надписи на позитиве впоследствии), иные датируются 7 апреля и июлем 1842 года. В старых трудах по истории фотографии работы из коллекции Метрополитен датировались даже 1840-м годом. В советском шахматном журнале именно одна из этих фотографий была приведена с подписью «Первая в мире шахматная фотография», журнал приписал её Тальботу и датировал 1846 годом.

## Галерея

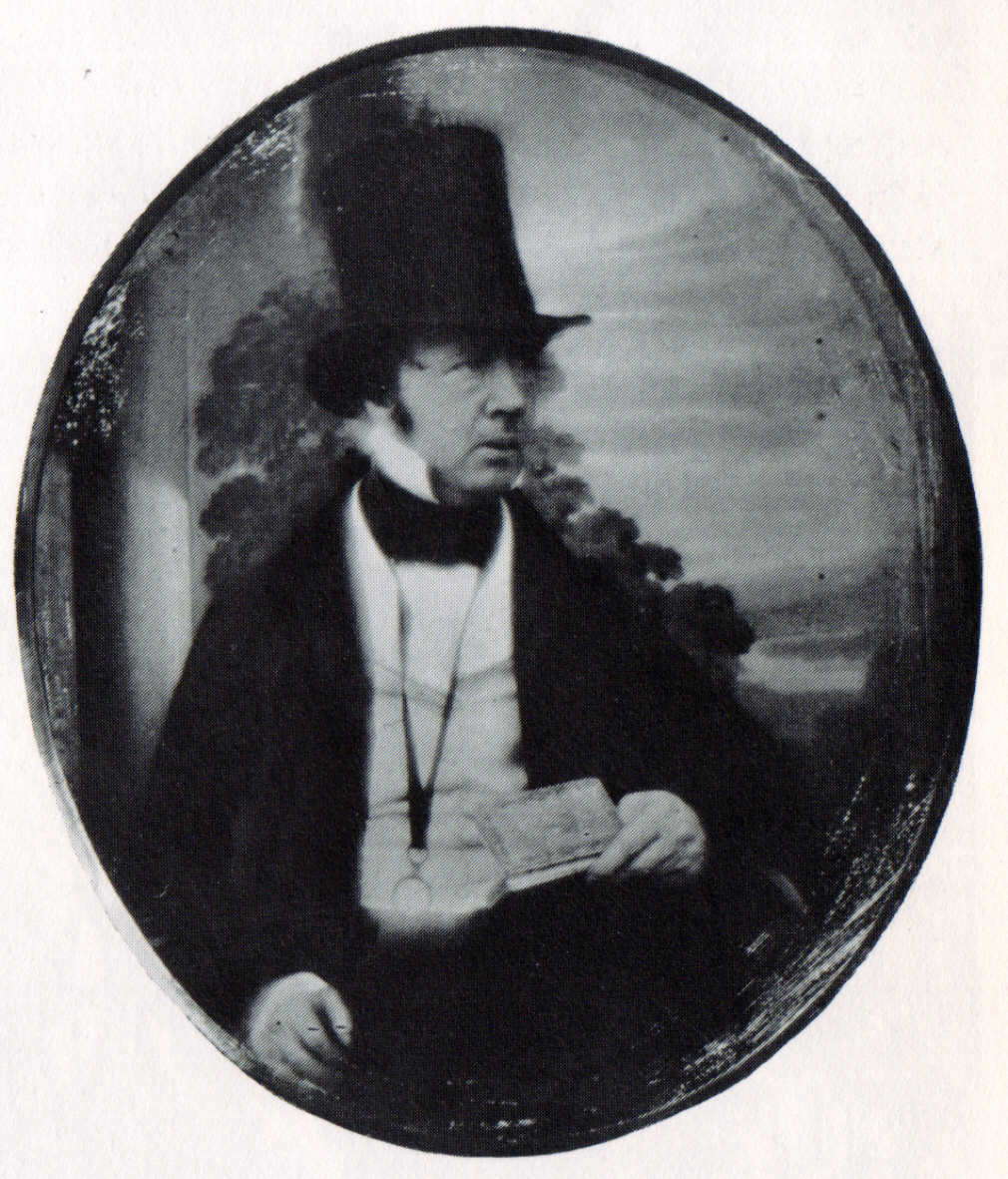
Антуан Клоде. Генри Фокс Талбот, 1844
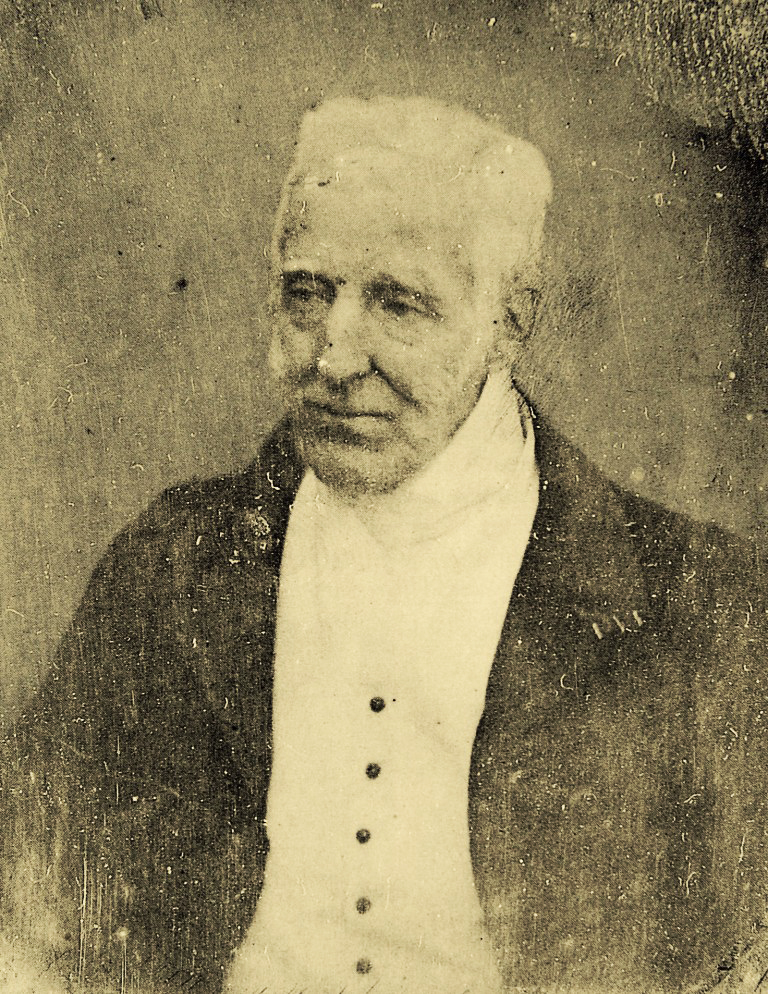
Антуан Клоде. Герцог Артур Уэсли Веллингтон, 1844
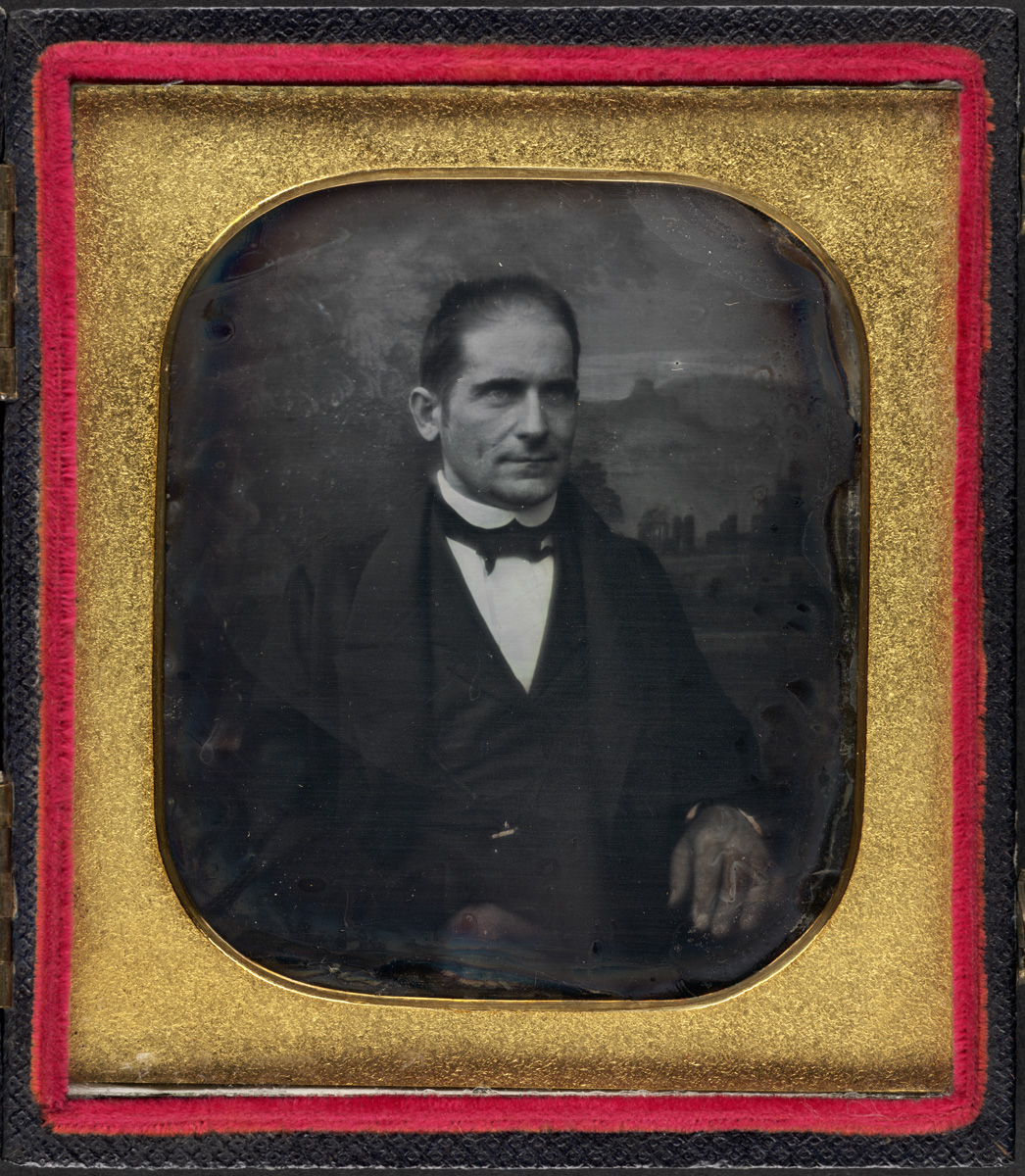
Антуан Клоде. Генри Кларк Райт (американский аболиционист),  1847
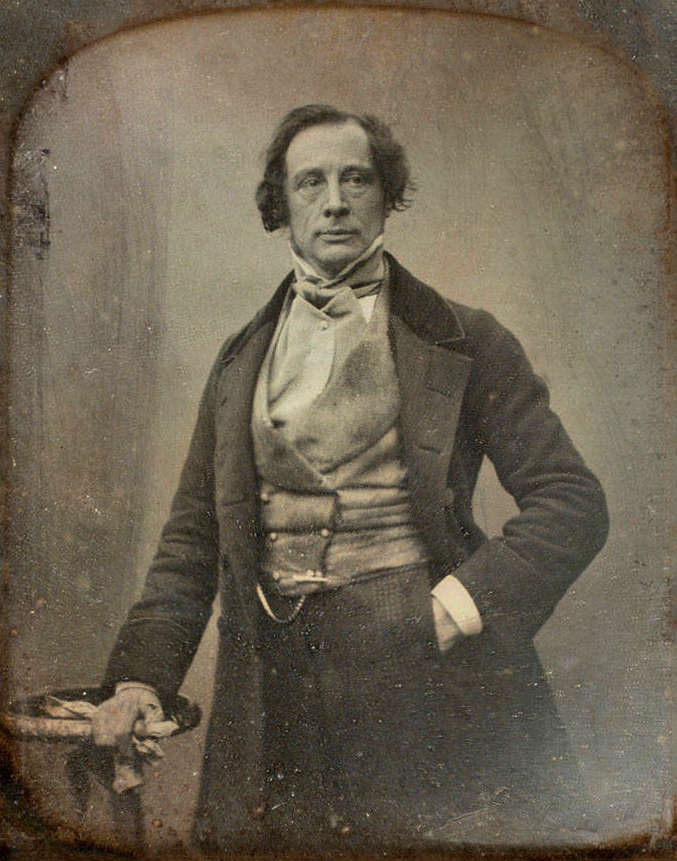
Антуан Клоде. Чарльз Диккенс, 1852
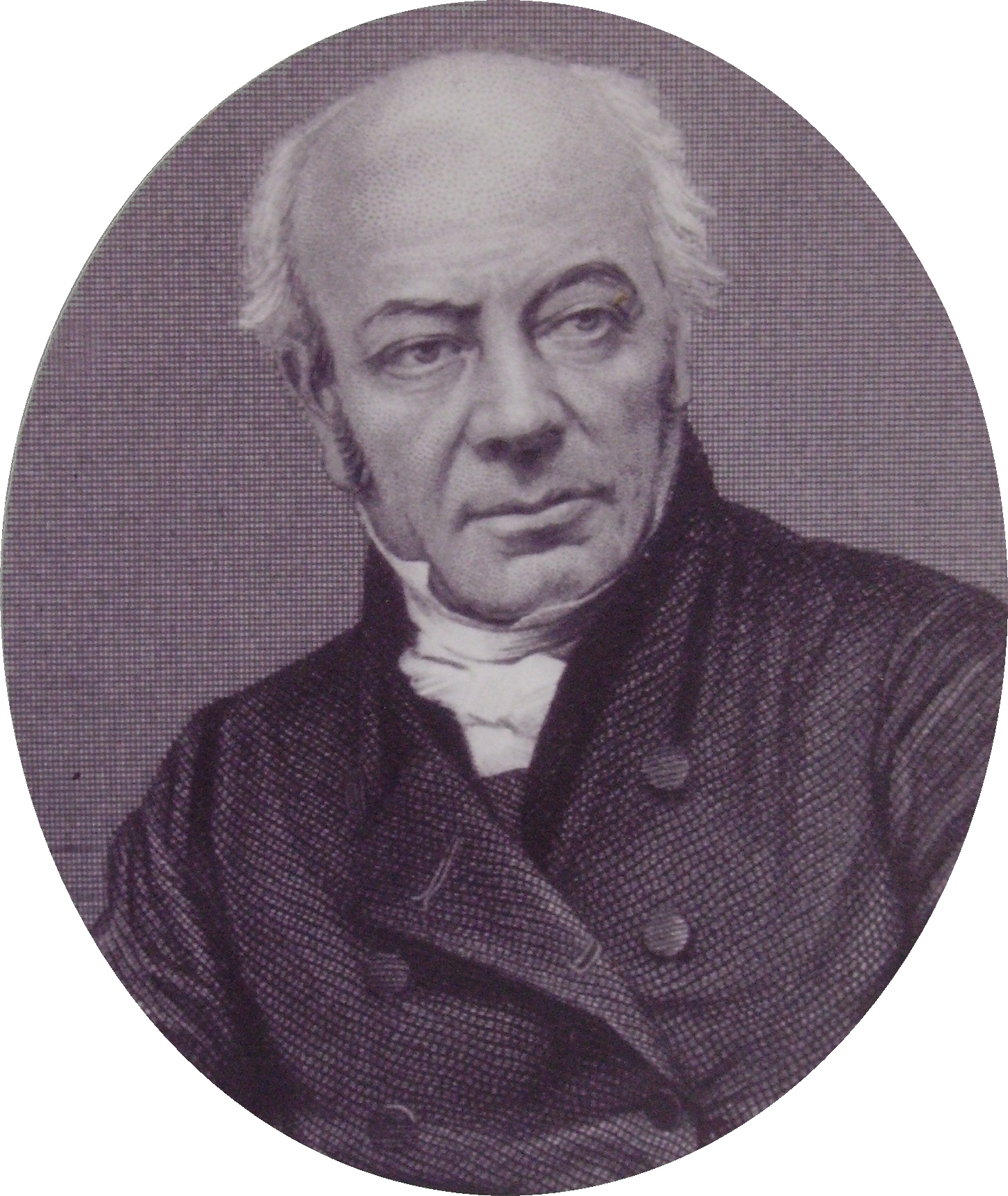
Антуан Клоде. Уильям Баклэнд, 1850-е годы
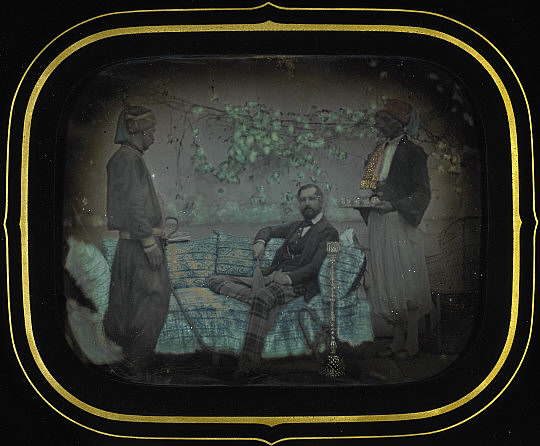
Антуан Клоде. Чарльз Август Мюррей[англ.], 1851
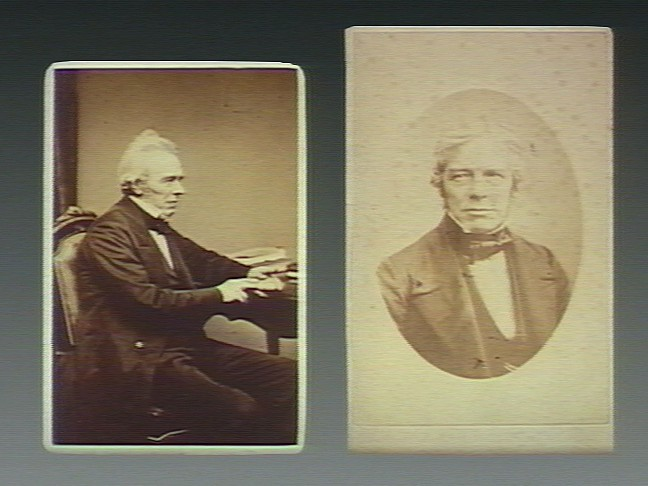
Антуан Клоде. Майкл Фарадей, 1852

## Работы
- Antoine Claudet Auction Price Results. Invaluable, LLC. Дата обращения: 29 января 2017.